# Ютовілл (Південна Кароліна)
Ютовілл (англ. Eutawville) — місто (англ. town) в США, в окрузі Оранджберг штату Південна Кароліна. Населення — 235 осіб (2020).

## Географія
Ютовілл розташований за координатами 33°23′52″ пн. ш. 80°20′35″ зх. д. / 33.39778° пн. ш. 80.34306° зх. д. (33.397735, -80.342929).  За даними Бюро перепису населення США в 2010 році місто мало площу 2,47 км², уся площа — суходіл.

### Клімат
| Клімат : Ютовілл      | Клімат : Ютовілл | Клімат : Ютовілл | Клімат : Ютовілл | Клімат : Ютовілл | Клімат : Ютовілл | Клімат : Ютовілл | Клімат : Ютовілл | Клімат : Ютовілл | Клімат : Ютовілл | Клімат : Ютовілл | Клімат : Ютовілл | Клімат : Ютовілл | Клімат : Ютовілл |
| Показник              | Січ.             | Лют.             | Бер.             | Квіт.            | Трав.            | Черв.            | Лип.             | Серп.            | Вер.             | Жовт.            | Лист.            | Груд.            | Рік              |
| Середній максимум, °C | 15,0             | 15,6             | 20,0             | 23,9             | 28,3             | 31,7             | 32,2             | 32,2             | 30,0             | 25,0             | 20,0             | 15,6             | 23,9             |
| Середній мінімум, °C  | 2,2              | 2,8              | 6,7              | 10,6             | 15,0             | 19,4             | 21,1             | 20,6             | 17,8             | 11,7             | 5,6              | 2,2              | 11,1             |
| Норма опадів, мм      | 76               | 94               | 91               | 79               | 89               | 122              | 165              | 147              | 127              | 64               | 58               | 84               | 1194             |
| --------------------- | ---------------- | ---------------- | ---------------- | ---------------- | ---------------- | ---------------- | ---------------- | ---------------- | ---------------- | ---------------- | ---------------- | ---------------- | ---------------- |
| Джерело: Weatherbase  |                  |                  |                  |                  |                  |                  |                  |                  |                  |                  |                  |                  |                  |

## Демографія
Згідно з переписом 2010 року, у місті мешкало 315 осіб у 127 домогосподарствах у складі 85 родин. Густота населення становила 128 осіб/км².  Було 143 помешкання (58/км²).
Расовий склад населення:
| - 61,3 % — білих - 36,2 % — чорних або афроамериканців - 1,9 % — осіб інших рас |

До двох чи більше рас належало 0,6 %. Частка іспаномовних становила 3,5 % від усіх жителів.
За віковим діапазоном населення розподілялося таким чином: 23,8 % — особи молодші 18 років, 56,2 % — особи у віці 18—64 років, 20,0 % — особи у віці 65 років та старші. Медіана віку мешканця становила 43,7 року. На 100 осіб жіночої статі у місті припадало 92,1 чоловіків;  на 100 жінок у віці від 18 років та старших — 89,0 чоловіків також старших 18 років.
Середній дохід на одне домашнє господарство  становив 35 135 доларів США (медіана — 26 471), а середній дохід на одну сім'ю — 41 993 долари (медіана — 30 625). За межею бідності перебувало 29,5 % осіб, у тому числі 37,9 % дітей у віці до 18 років та 12,7 % осіб у віці 65 років та старших.
Цивільне працевлаштоване населення становило 102 особи. Основні галузі зайнятості: виробництво — 24,5 %, освіта, охорона здоров'я та соціальна допомога — 16,7 %, будівництво — 14,7 %.